# Privadas Bosques del Venado
Privadas Bosques del Venado är en ort i Mexiko.   Den ligger i kommunen Mineral de la Reforma och delstaten Hidalgo, i den sydöstra delen av landet, 80 km nordost om huvudstaden Mexico City. Privadas Bosques del Venado ligger 2 352 meter över havet och antalet invånare är 324.
Terrängen runt Privadas Bosques del Venado är kuperad norrut, men söderut är den platt. Runt Privadas Bosques del Venado är det tätbefolkat, med 982 invånare per kvadratkilometer. Närmaste större samhälle är Pachuca de Soto, 6,7 km nordost om Privadas Bosques del Venado. Omgivningarna runt Privadas Bosques del Venado är i huvudsak ett öppet busklandskap.